# Teekengenootschap Pictura

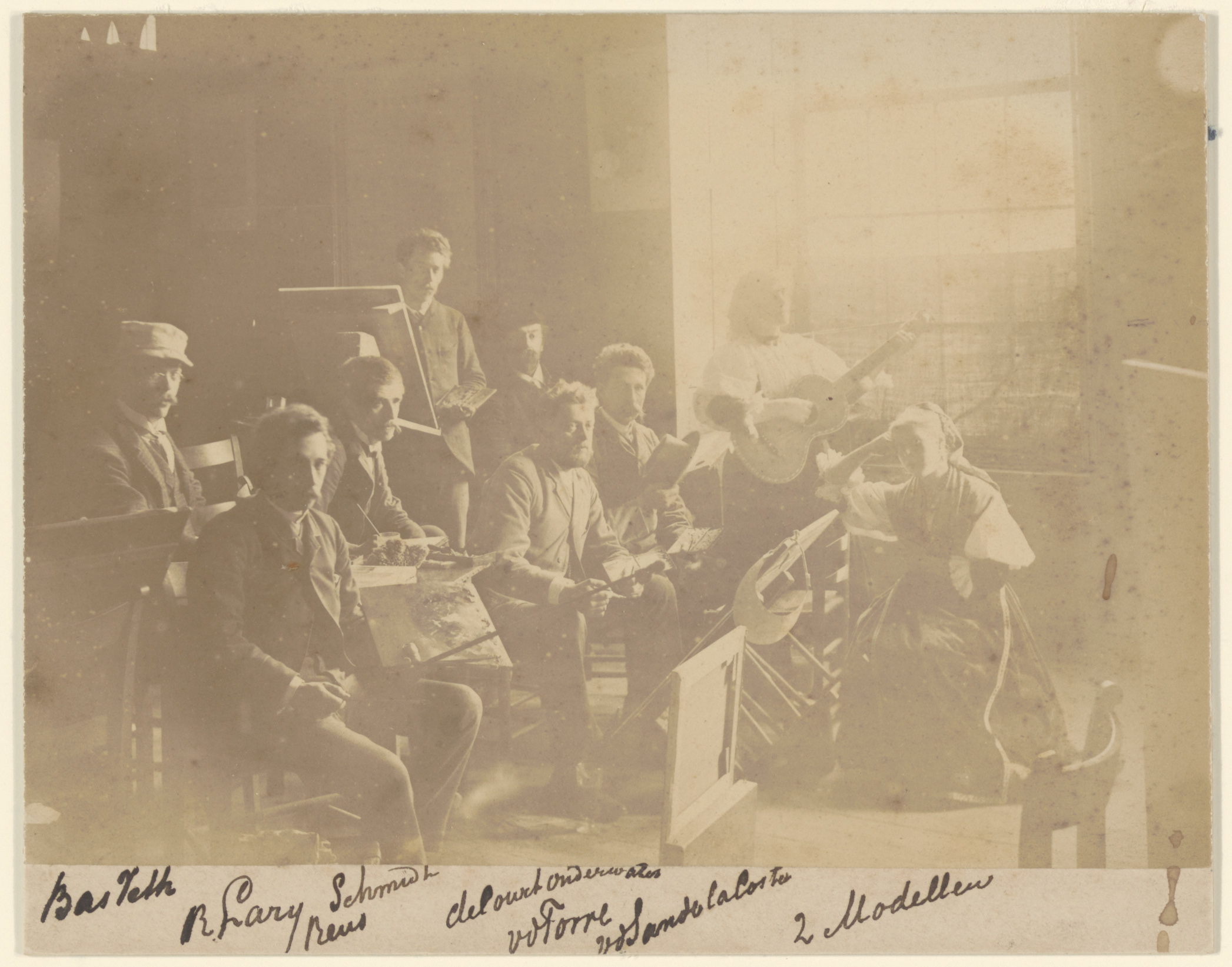
Leden van Teekengenootschap Pictura Dordrecht tijdens een teken- en schilderles naar twee modellen, voor 1895. Regionaal archief Dordrecht.

Teekengenootschap Pictura te Dordrecht is het oudste nog bestaande tekengenootschap van Nederland. Het is opgericht in 1774 en nog steeds actief. Tal van kunstenaars uit Dordrecht en van daarbuiten zijn lid geweest van de vereniging Teekengenootschap Pictura.
Vandaag de dag is Pictura een eigentijdse kunstinstelling met meer dan 100 kunstenaarsleden uit zowel Dordrecht en de regio als van daarbuiten. Pictura heeft in Dordrecht een podiumfunctie voor het tonen van hedendaagse kunst en is daarnaast gesprekspartner bij de ontwikkeling van het lokale kunstbeleid en bij de belangenbehartiging van kunstenaars.
Vier keer per jaar geeft Pictura een eigen magazine uit, het Picturablad, met informatie over kunstontwikkelingen, kunstenaarsleden, tentoonstellingen etc. Sinds 1900 is het genootschap gevestigd op Voorstraat 190-92, het vroegere munthuis van het Gewest Holland.

## Leden
Leden van Pictura waren onder anderen de gebroeders Van Strij, Schouwman, Schotel, Lebret, Roland Larij, Reus, Kennedy, en Noltee als de meest bekende meesters. De generatie van na de Tweede Wereldoorlog werd gekenmerkt door Otto Dicke, Lou Ten Bosch, Hans Petri, Leo Marchand, Philip Kouwen, Antoon Winkel, Kees Buddingh’, Jan Eijkelboom en anderen.

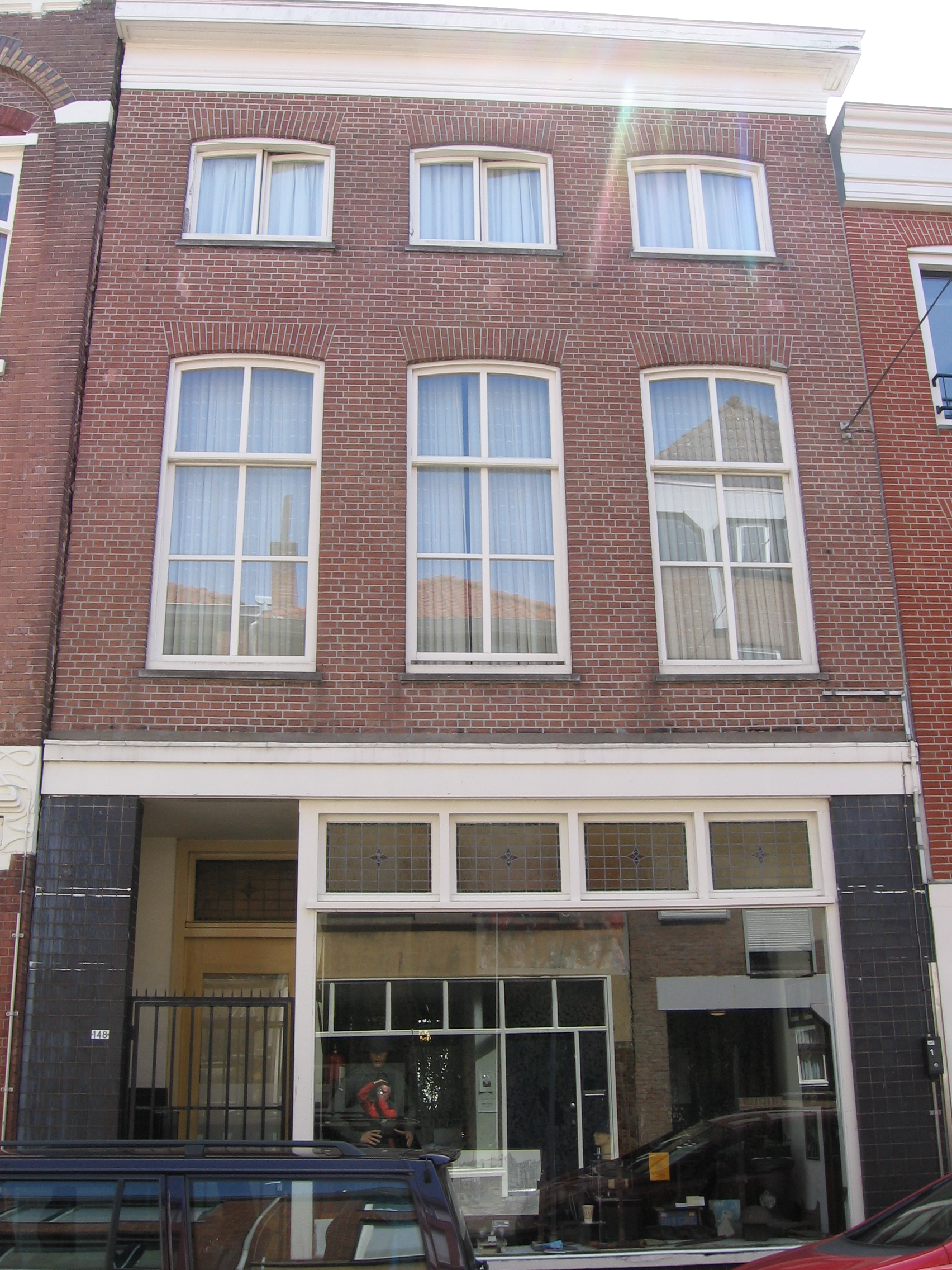
Voorstraat 148, Dordrecht, oud adres van Pictura
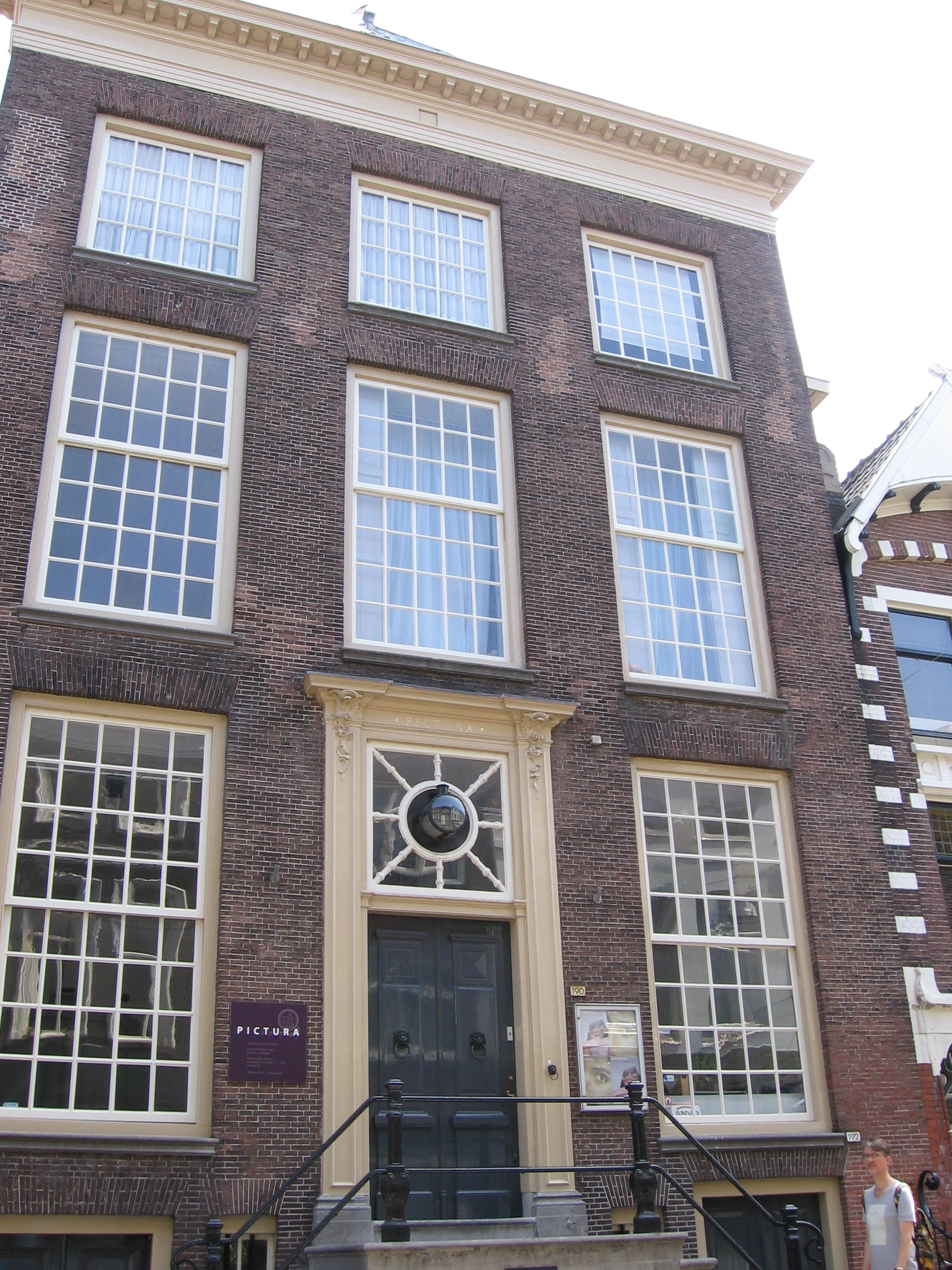
Voorstraat 190-192, Dordrecht, adres van Pictura begin 21ste eeuw
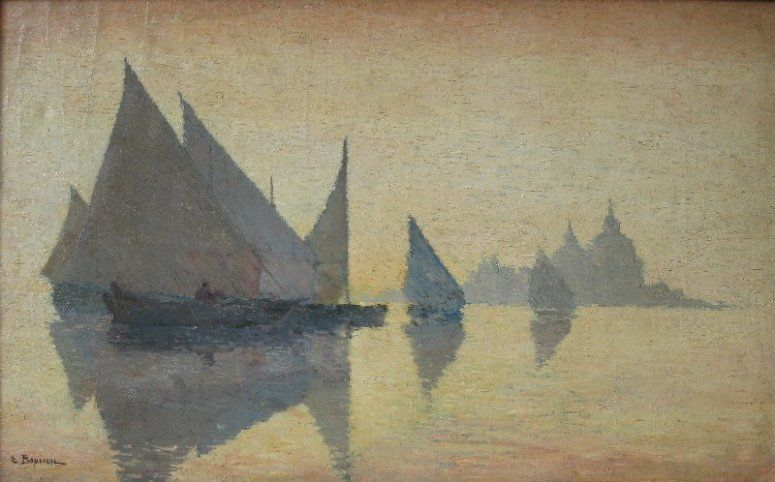
Elias Boonen: Maas bij Dordt
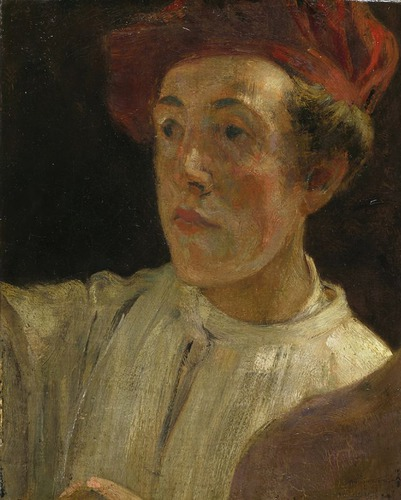
Jan Veth: Portret van Lambertus Zijl, 1886
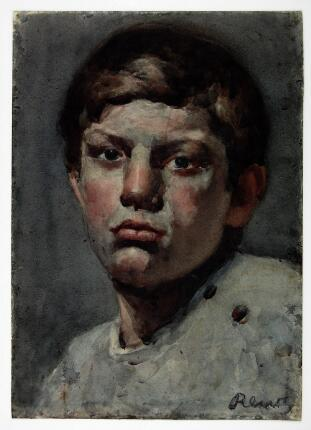
Marinus Pieter Reus: Jongenskop
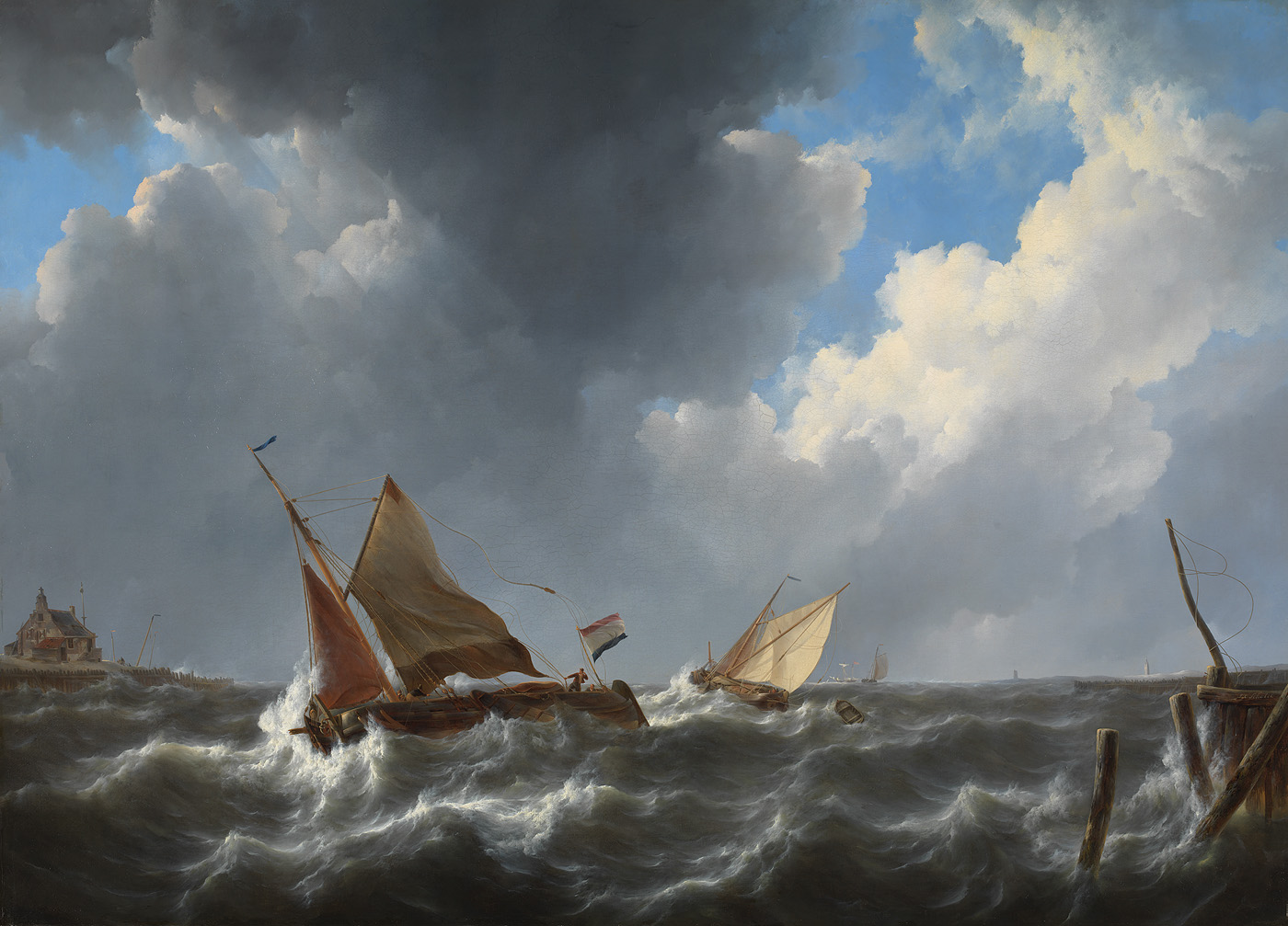
Johannes Christiaan Schotel: Woelend water, 1833
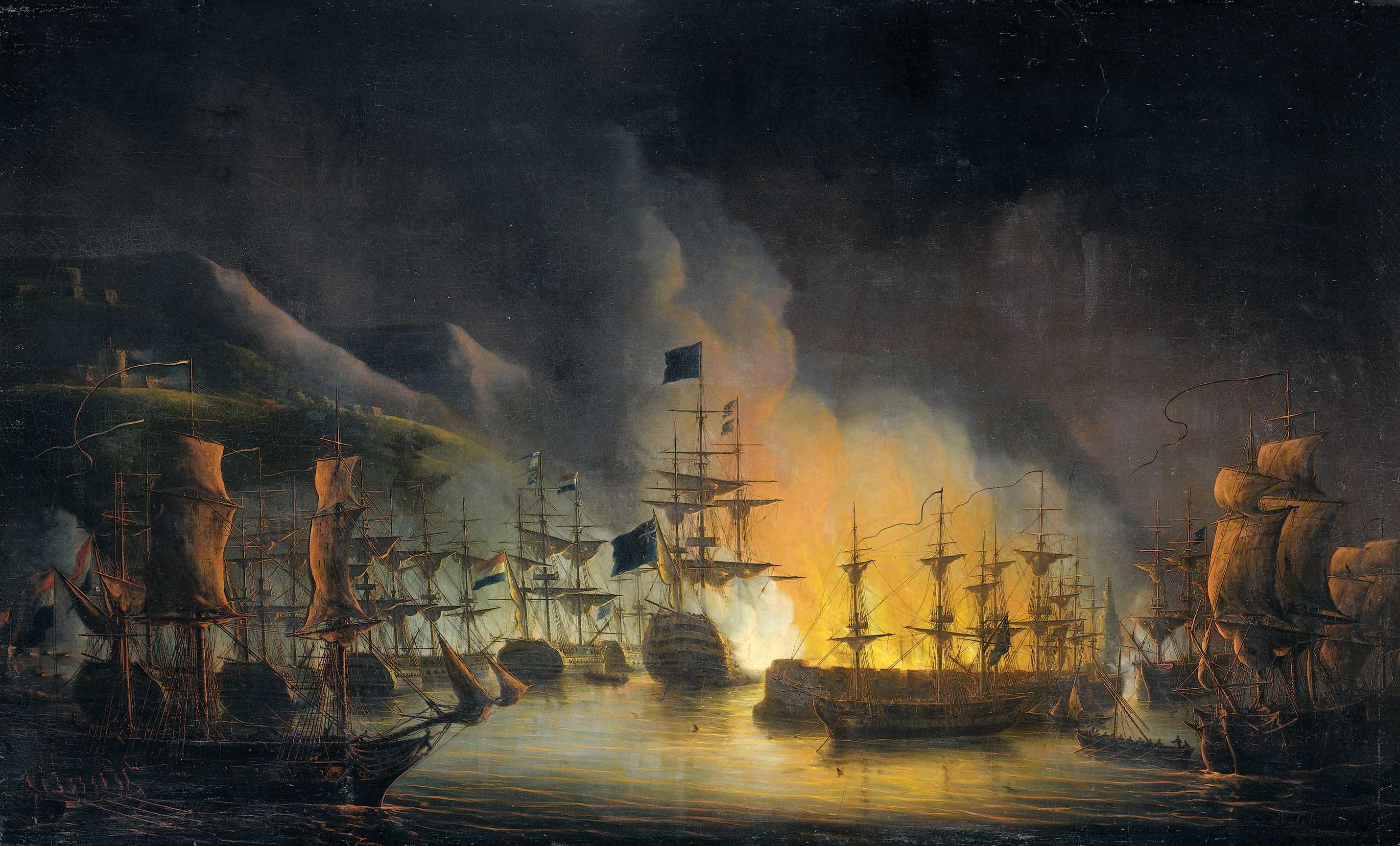
Martinus Schouman: Het bombardement van Algiers, 1816
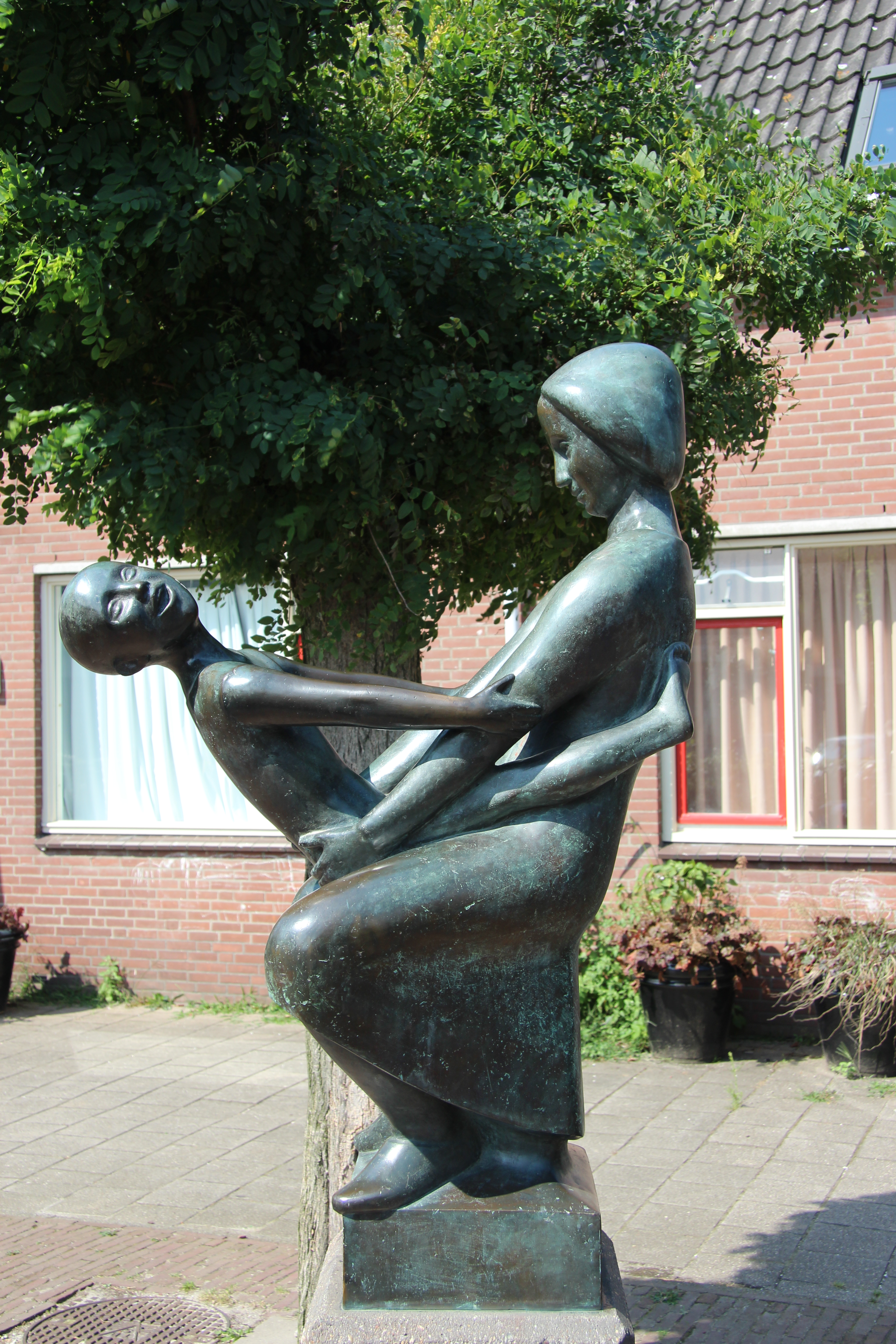
Hans Petri: Moeder en kind, 1953

### Chronologisch
- Abraham van Strij 1753-1826
- Jacob van Strij 1756-1815
- Martinus Schouwman 1770-1848
- Johannes Christiaan Schotel 1787-1838
- Willem de Klerk (1800-1876) (erelid)
- Johannes Rutten (1809-1884)
- Johannes Rosierse 1818-1901
- lid? Roland Larij 1855-1932
- Jacob Huijbrecht Hollestelle 1858-1920
- Bernard Koldeweij 1859-1898
- Elias Boonen 1860-1931

- Bas Veth 1861-1944
- Jan Veth 1864-1925
- Marinus Pieter Reus 1865-1938
- Willy Sluiter 1873-1949
- Anthonie Pieter Schotel 1890-1958
- Steef Wijnhoven 1898-1969
- Cor Noltee, 1903-1967
- Daniel Mühlhaus 1907-1981
- Thomas van Heck 1910-2006

- Clement Bezemer 1910-2002
- Leo Marchand 1913-1996
- Otto Dicke 1918-1984
- C. Buddingh' 1918-1985
- Hans Petri 1919-1996
- Philip Kouwen 1922-2002
- Antoon Winkel 1923-1989
- Lou ten Bosch 1923-2018
- Jan Eijkelboom 1926–2008
- Kees Stoop 1929–2019

- Library of Congress Control Number: n88189373
- Virtual International Authority File: 239971825